# Шикарой
Шикарой (чечен. Ши́къара) — село в Шаройском районе Чеченской Республики. Административный центр Шикаройского сельского поселения.

## География
Расположено на левом берегу реки Шикаройахк, чуть выше её впадения в Шароаргун, в 17 км к юго-западу от районного центра Химой.
Ближайшие населённые пункты и развалины: на северо-востоке — заброшенный аул Хиндушты, на юго-востоке — заброшенный аул Дукархой, на северо-западе — заброшенный аул Итыкулиш, на юго-западе — село Кесалой, на юге — село Хуландой.

## История
На территории села располагается средневековый памятник архитектуры и зодчества Чеченской Республики Шикаройский (башенный комплекс).

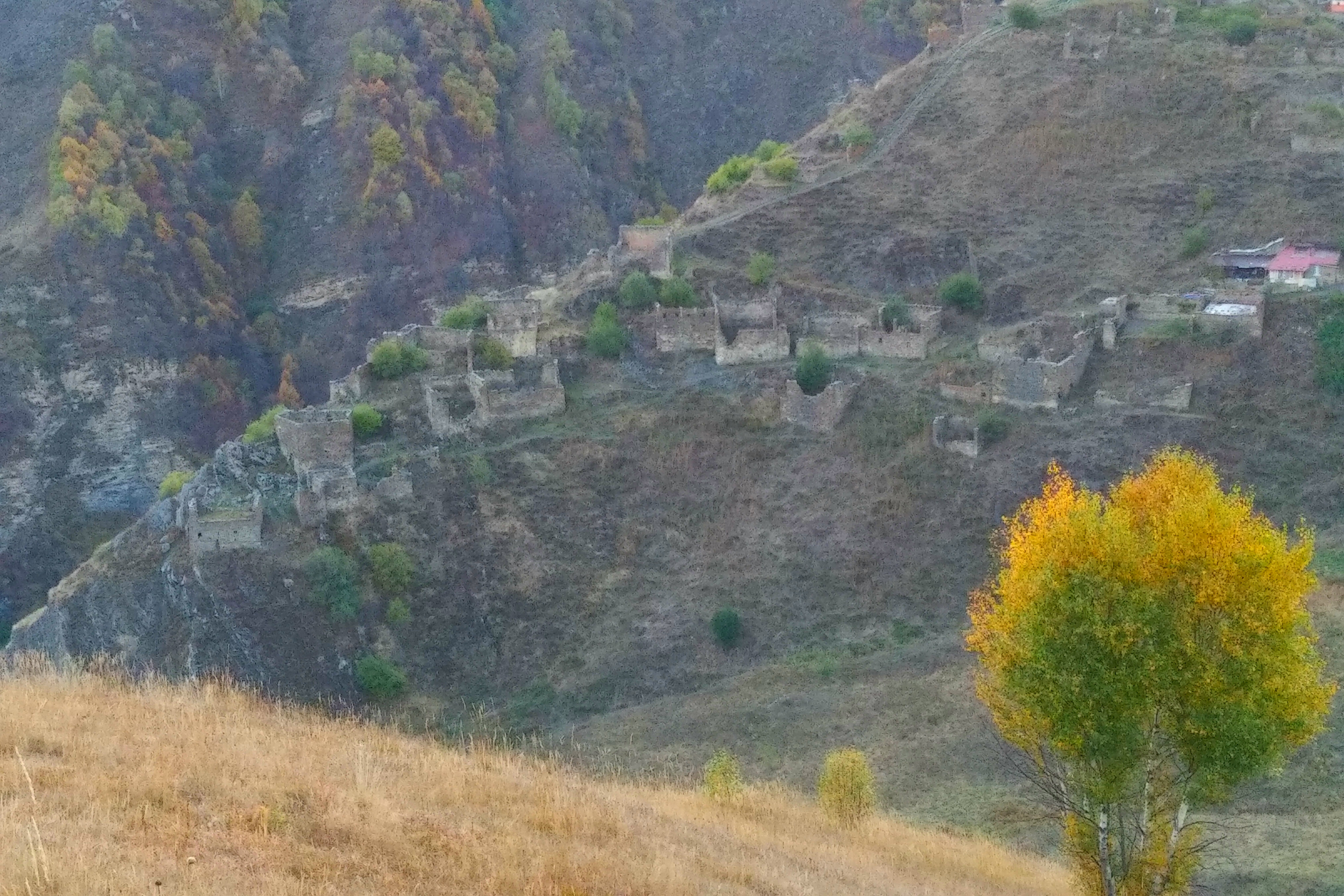
Шикаройский башенный комплекс (южная часть)

## Население
| 2002 | 2010 | 2012 | 2013 | 2014 | 2015 | 2016 |
| ---- | ---- | ---- | ---- | ---- | ---- | ---- |
| 65   | ↗129 | ↗137 | ↘136 | →136 | ↘131 | →131 |
| 2017 | 2018 | 2019 | 2020 | 2021 | 2023 | 2024 |
| ↗135 | ↘134 | ↘128 | ↗130 | ↘103 | →103 | ↗108 |